# 瀬野深江駅
瀬野深江駅（せのふかええき）は、長崎県南島原市深江町諏訪にあった島原鉄道島原鉄道線の駅（廃駅）である。

## 歴史
- 1932年（昭和7年）11月15日：口之津鉄道の駅として開業。
- 1943年（昭和18年）7月1日：会社合併により、島原鉄道の駅となる。
- 1993年（平成5年）4月28日：営業休止。
- 1997年（平成9年）4月1日：営業再開。
- 2008年（平成20年）4月1日：島原外港 - 加津佐間の廃線により、廃駅となる。

## 駅構造
単式ホーム1面1線を有する地上駅。ホームは線路の東側に置かれている。また駅舎はなく、ホーム上の安徳寄りに待合所が設けられている。ホームの安徳方の端から数段の階段が下りており、これが駅の出入り口となる。無人駅。

## 利用状況
営業最終年度である2007年度の年間乗車人員は3,575人、降車人員は5,785人であった。このうち乗車人員は線内最少、降車人員は東大屋駅に次いで2番目に少なかった。
| 年度               | 年間 乗車人員 | 年間 降車人員 |
| ------------------ | ------------- | ------------- |
| 1997年（平成09年） | 587           | 702           |
| 1998年（平成10年） | 740           | 1,118         |
| 1999年（平成11年） | 2,588         | 3,261         |
| 2000年（平成12年） | 2,141         | 3,306         |
| 2001年（平成13年） | 4,669         | 5,646         |
| 2002年（平成14年） | 6,011         | 6,631         |
| 2003年（平成15年） | 7,380         | 8,290         |
| 2004年（平成16年） | 5,542         | 6,674         |
| 2005年（平成17年） | 5,845         | 6,870         |
| 2006年（平成18年） | 3,929         | 5,141         |
| 2007年（平成19年） | 3,575         | 5,785         |

## 駅周辺
駅の周辺にはタバコ畑が広がっている。駅を出て東へ行くと国道251号につきあたる。
- 南島原市立深江小学校 諏訪分校
- 瀬野簡易郵便局

## 隣の駅
島原鉄道
島原鉄道線
安徳駅 - 瀬野深江駅 - 深江駅